# 루카 구아다니노
루카 구아다니노(이탈리아어: Luca Guadagnino, 1971년 8월 10일 ~ )는 이탈리아의 영화 감독이다. 구아다니노는 커밍아웃한 동성애자이다. 그는 틸다 스윈튼과 1977년 영화의 리메이크 영화인 《더 프로타고니스츠》(1999), 《아이 엠 러브》(2010), 《비거 스플래쉬》(2015)와 《서스페리아》(2018)을 함께 여러 차례 공동 작업했다. 그가 감독하고 제작한 영화 《콜 미 바이 유어 네임》(2017)으로 구아다니노는 비평가들의 찬사를 받아 미국 아카데미상 최우수 감독상에 후보 지명되었다. 2022년 영화 《본즈 & 올》을 통해 베네치아 영화제 은사자상 감독상을 수상했다.

## 작품 목록
| 연도 | 제목                                                  | 역할           | 비고                 |
| ---- | ----------------------------------------------------- | -------------- | -------------------- |
| 1997 | Qui                                                   | 감독           | 단편 영화            |
| 1999 | 더 프로타고니스츠 The Protagonists                    | 감독, 각본     |                      |
| 2000 | L'uomo risacca                                        | 감독           | 단편 영화            |
| 2001 | Sconvolto così                                        | 감독           | 단편 영화            |
| 2002 | Tilda Swinton: The Love Factory                       | 감독           | 단편 다큐멘터리 영화 |
| 2003 | Mundo civilizado                                      | 감독           | 다큐멘터리 영화      |
| 2003 | Lotus                                                 | 감독           | 단편 다큐멘터리 영화 |
| 2004 | Cuoco contadino                                       | 감독           | 다큐멘터리 영화      |
| 2005 | 멀리사 P Melissa P.                                   | 감독, 각본     |                      |
| 2007 | Part deux                                             | 감독           | 단편 다큐멘터리 영화 |
| 2008 | The Love Factory No. 3 Pippo Delbono – Bisogna morire | 감독           | 다큐멘터리 영화      |
| 2009 | 아이 엠 러브 I Am Love                                | 감독, 프로듀서 |                      |
| 2013 | Bertolucci on Bertolucci                              | 감독           | 다큐멘터리 영화      |
| 2015 | 비거 스플래쉬 A Bigger Splash                         | 감독, 프로듀서 |                      |
| 2017 | 콜 미 바이 유어 네임 Call Me by Your Name             | 감독, 프로듀서 |                      |
| 2018 | 서스페리아 Suspiria                                   | 감독           |                      |
| 2021 | 베킷 Beckett                                          | 프로듀서       |                      |
| 2022 | 본즈 & 올 Bones & All                                 | 감독, 프로듀서 |                      |
| 2023 | 챌린저스 Challengers                                  | 감독, 프로듀서 |                      |
| 2024 | 퀴어 Queer                                            | 감독, 프로듀서 |                      |
| 2025 | 애프터 더 헌트 After the Hunt                         | 감독, 프로듀서 |                      |

### 광고 연출
- Here (2012) (스타우드 호텔 & 리조트)[2]
- One Plus One (2012) (조르조 아르마니)[3]
- Walking Stories (2013) (웹시리즈/페르가모)[4]